# Domingo Fontán
assinatura
Domingo Fontán Rodríguez, nasceu em Porta do Conde ( Portas ) em 17 de abril de 1788 e faleceu em Cuntis em 24 de outubro de 1866, foi um ilustrado galego, geógrafo, matemático, político e empresário, mais conhecido por ser o autor do primeiro mapa topográfico científico da Galiza, a Carta Geométrica da Galiza. Foi secretário do Conselho Provincial da Galiza, director do Observatório Astronómico de Madrid, deputado nas Cortes e presidente da Real Sociedade dos Amigos do País de Santiago. Os seus restos mortais encontram-se no Panteão dos Ilustres Galegos .

## Trajetória
De família acomodada, seus pais eram Rosendo Fontán Oliveira e Sebastiana Rodríguez Blanco. Ele era o segundo de cinco irmãos, dois homens e três mulheres. Ele e Andrés, seu irmão mais velho, foram criados por um tio materno, pároco de Noia .
Passou grande parte da sua vida ligado à Universidade de Santiago de Compostela, onde primeiro estudou Filosofia, depois Direito e Cânones, Ciências Exatas e Teologia e foi discípulo de José Rodríguez González. Em 1811, ele começou sua carreira docente como professor substituto de Retórica e durante o curso de 1813 - 14 substituiu o titular da cadeira de Lógica e Metafísica. Ele foi julgado pela Corte Real em 1814; em 1815 seus direitos foram restaurados.
Em 1817 iniciou o seu trabalho de medição para fazer a Carta Geométrica da Galiza, obra à qual dedicou dezassete anos da sua vida e pela qual é hoje recordado. Durante o Triénio Liberal foi secretário do Conselho Provincial da Galiza. Em 1834 ele completou o trabalho da carta, um ano depois da fim nominal do Reino da Galiza, e apresentou-a oficialmente à rainha governante, Maria Cristina de Bourbon-Duas Sicílias, que a imprimiu, embora essa tarefa não pudesse ser realizada até 1845 em Paris. Este foi o primeiro mapa feito na Espanha com métodos científicos e medidas matemáticas.
Foi eleito deputado pelo Partido Liberal pela província de Pontevedra em 1837, ocupando este cargo até 1843, ano em que se aposentou. Fontán fez sua causa pela defesa da Galiza, especialmente na abolição dos fóruns e na luta contra a dominação do caciquismo. No entanto, seu liberalismo lhe rendeu a perda de sua cadeira universitária em duas ocasiões. Foi primeiro bibliotecário e depois presidente (de 1860 a 1861) da Real Sociedad Económica de Amigos do País de Santiago.
Participou, por herança, numa fábrica de papel no Castro, Lousame, que em 1863 passou a ser inteiramente sua propriedade. Trabalhou também no desenho do traçado da primeira linha ferroviária da Galiza em 1858, que ligava Santiago de Compostela ao Carril, Vila Garcia de Arousa, projecto aprovado pelas Cortes em 1861, e que só foi inaugurado dez anos depois.

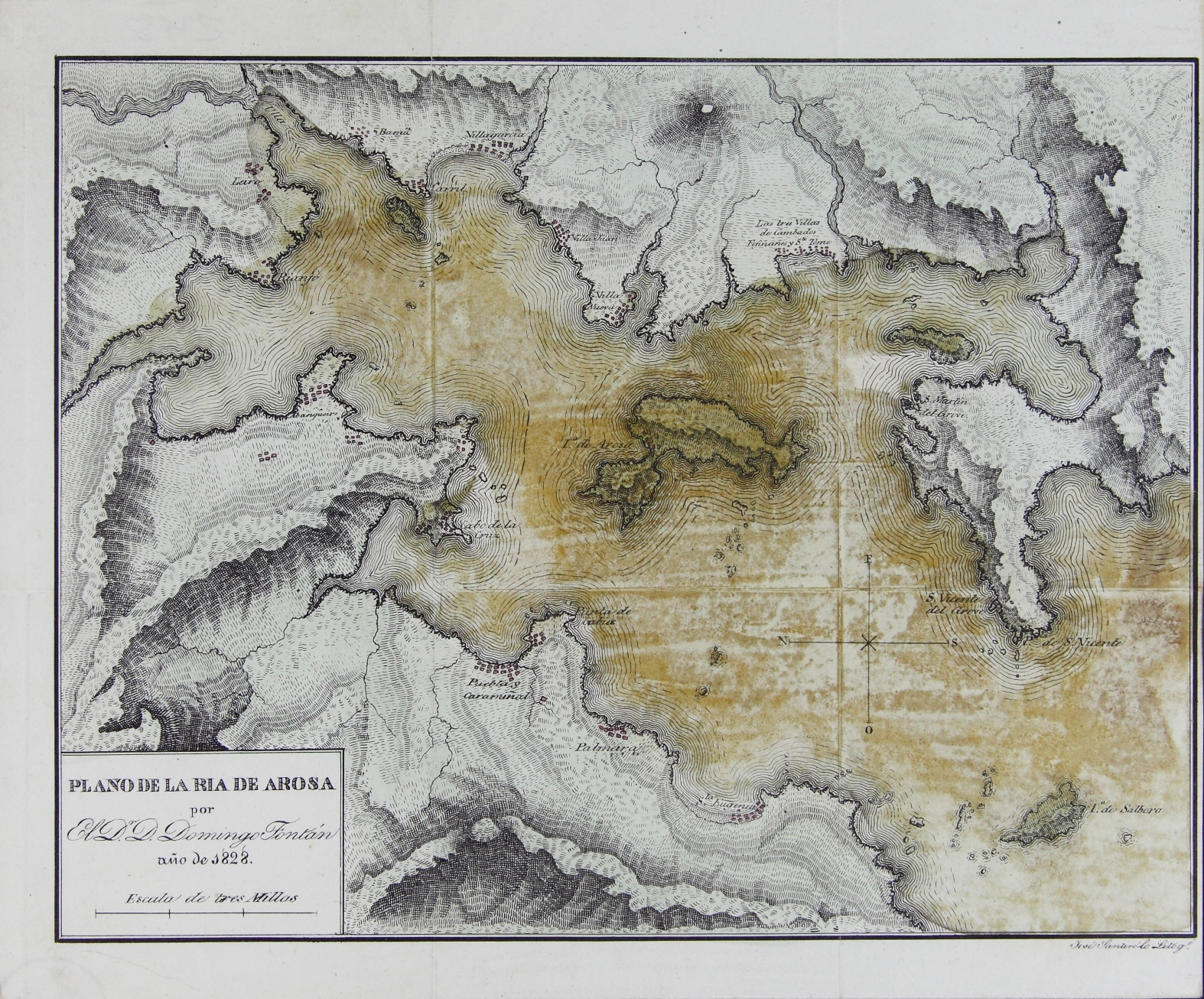
PLANO DA RIA DE AROUSA
por
o ^{D.r} D. Domingo Fontán
ano de 1828.
(o norte fica à esquerda).

## Na cultura popular
Ruas de várias cidades levam o seu nome: Santiago de Compostela, Pontevedra, A Coruña, Ourense, Poio e Madrid. Em 2015 a Editorial Galaxia publicou o romance de Marcos S. Calveiro, Fontán, baseado na sua vida.

## Reconhecimento
A Real Academia Galega de Ciências, que homenageia cientistas do passado, designou-o como Cientista Galego de 2018.

## Galeria de imagens

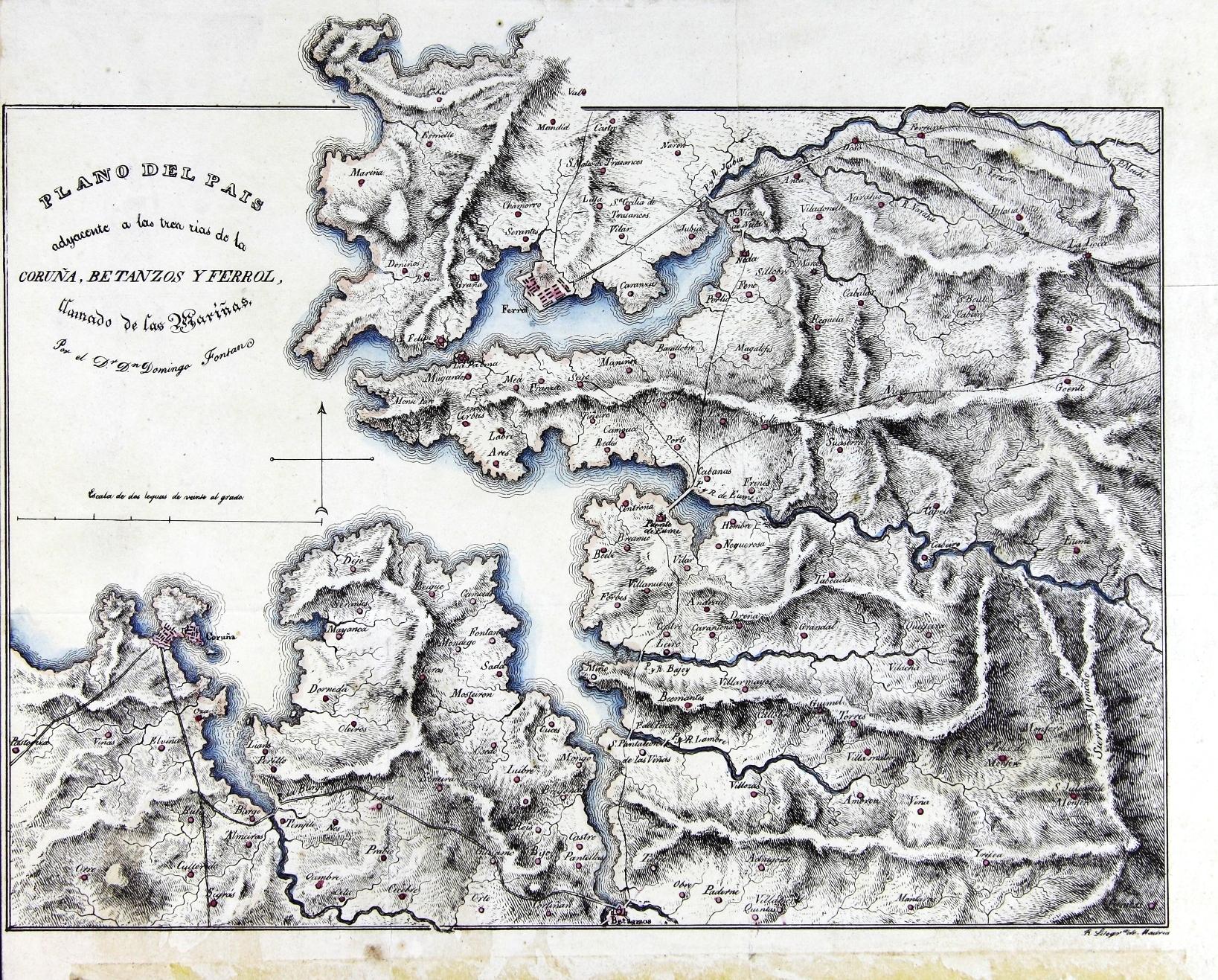
PLANO DO PAÍS GALEGOjunto aos três estuários da
CORUÑA, BETANZOS E FERROL,
chamado das Marinhas,
Por D. ^{r} D. ^{n} Domingo Fontán

- Retrato na Real Sociedade de Amigos do País de Santiago.[11]
- Carta geométrica "...Con el trazado de ferro-carriles y carreteras kilometradas, año de 1917".[16]
- Carta geométrica de Galicia, en PDF (exemplar da biblioteca do Museo Naval).
- Estatua en Portas, feita polo canteiro de Caldas de Reis Xavier Touceda.
- Placa na súa casa natal.